# Saltinho (Santa Catarina)
Saltinho é um município brasileiro do Estado de Santa Catarina.  Localiza-se na Região Geográfica Imediata de Maravilha e pertence à Região Geográfica Intermediária de Chapecó.
Localiza-se a uma latitude 26º36'33" sul e a uma longitude 53º03'22" oeste, estando a uma altitude de 620 metros. Incluído na  Microrregião do Oeste de Santa Catarina, tem uma população de aproximadamente 4000 habitantes(Censo IBGE/2010). A colonização de Saltinho foi semelhante a dos demais municípios da região, que receberam na década de 40, imigrantes alemães e italianos oriundos principalmente do Rio Grande do Sul. As terras férteis e a riqueza dos recursos naturais da região catarinense surgiam como alternativa à crise econômica no Estado vizinho. Até então, o lugar – repleto de saltos d’água – era habitado por caboclos. 
A extração da madeira foi a primeira atividade dos colonizadores, que desenvolviam também a agropecuária de subsistência. Na época saltinho chamava-se São Sebastião do Saltinho, após seu desmembramento de Campo-Erê, em 19 de julho 1995 passou a se chamar somente Saltinho.